# 43956 Elidoro
43956 Elidoro este un asteroid din centura principală de asteroizi.

## Descriere
43956 Elidoro este un asteroid din centura principală de asteroizi. A fost descoperit pe 7 februarie 1997 la Sormano de Piero Sicoli și Francesco Manca. Asteroidul prezintă o orbită caracterizată de o semiaxă mare de 2,39 ua, o excentricitate de 0,11 și o înclinație de 2,6° în raport cu ecliptica.